# 任安 (後漢)
任 安（じん あん、124年 - 202年）は、中国後漢末期の学者。字は定祖。益州広漢郡綿竹県の人。『蜀書』秦宓伝・『後漢書』儒林伝に記述がある。
太学で儒学を修める一方、同郷の学者であった楊厚に師事し、図讖を学んで同門の董扶と名声を等しくした。郡や州の役人を務めたこともあったが長続きせず下野し、さらに朝廷から車を差し向けられた上で仕官を呼びかけられたものの、これも拒絶した。
同郷の学者であった秦宓と親交があり、秦宓は劉焉に働きかけて任安を朝廷に推挙させたが、このときは戦乱のために召命が下されなかった。202年に死去した。
後に、諸葛亮が秦宓に任安の長所を問うたところ、秦宓は「人の善を記し、過ちは忘れるところです」と答えた。
同門の学者に董扶・周舒がおり、弟子には杜微・杜瓊・何宗がいる。